# Gheorghe Boroi
Gheorghe Boroi (Rumania, 26 de agosto de 1964) es un atleta rumano retirado especializado en la prueba de 60 m vallas, en la que consiguió ser subcampeón europeo en pista cubierta en 1994.

## Carrera deportiva
En el Campeonato Europeo de Atletismo en Pista Cubierta de 1994 ganó la medalla de plata en los 60 m vallas, con un tiempo de 7.57 segundos, tras el británico Colin Jackson y por delante del alemán Mike Fenner  (bronce con 7.58 segundos).